# Svein Bredo Østlien
Svein Bredo Østlien (Raufoss, 2 luglio 1943) è un ex calciatore norvegese, di ruolo centrocampista.

## Carriera

### Club
Østlien giocò per il Raufoss, prima di trasferirsi al Lyn Oslo. Esordì in squadra il 25 aprile 1965, giocando nella vittoria per 1-0 sul Sarpsborg. In squadra, vinse la Coppa di Norvegia 1967. Tornò poi al Raufoss, ma nel 1971 fu nuovamente in forza al Lyn Oslo. Al termine della stagione, fece ritorno al Raufoss.

### Nazionale
Conta 6 presenze per la Norvegia. Esordì il 1º luglio 1964, nella vittoria per 3-2 sulla Svizzera.

## Palmarès

### Club

#### Competizioni nazionali
- Coppa di Norvegia: 1

Lyn Oslo: 1967